# Sheng Jiang
Sheng Jiang (en chino: 盛江; Hangzhou, 25 de marzo de 1983) es un deportista chino que compitió en lucha grecorromana.
Participó en tres Juegos Olímpicos de Verano, obteniendo una medalla de bronce en Pekín 2008, en la categoría de 60 kg, el 13.er lugar en Atenas 2004 y el décimo lugar en Londres 2012.
Ganó una medalla de plata en los Juegos Asiáticos de 2006 y tres medallas en el Campeonato Asiático de Lucha, entre los años 2006 y 2010.

## Palmarés internacional
| Juegos Olímpicos    | Juegos Olímpicos    | Juegos Olímpicos  | Juegos Olímpicos |
| Año                 | Lugar               | Medalla           | Categoría        |
| ------------------- | ------------------- | ----------------- | ---------------- |
| 2008                | Pekín (China)       | Medalla de bronce | 60 kg            |
| Juegos Asiáticos    |                     |                   |                  |
| Año                 | Lugar               | Medalla           | Categoría        |
| 2006                | Doha (Catar)        | Medalla de plata  | 60 kg            |
| Campeonato Asiático |                     |                   |                  |
| Año                 | Lugar               | Medalla           | Categoría        |
| 2006                | Almaty (Kazajistán) | Medalla de plata  | 60 kg            |
| 2007                | Biskek (Kirguistán) | Medalla de bronce | 60 kg            |
| 2010                | Nueva Delhi (India) | Medalla de oro    | 60 kg            |